# Ian Hunter (cantor)

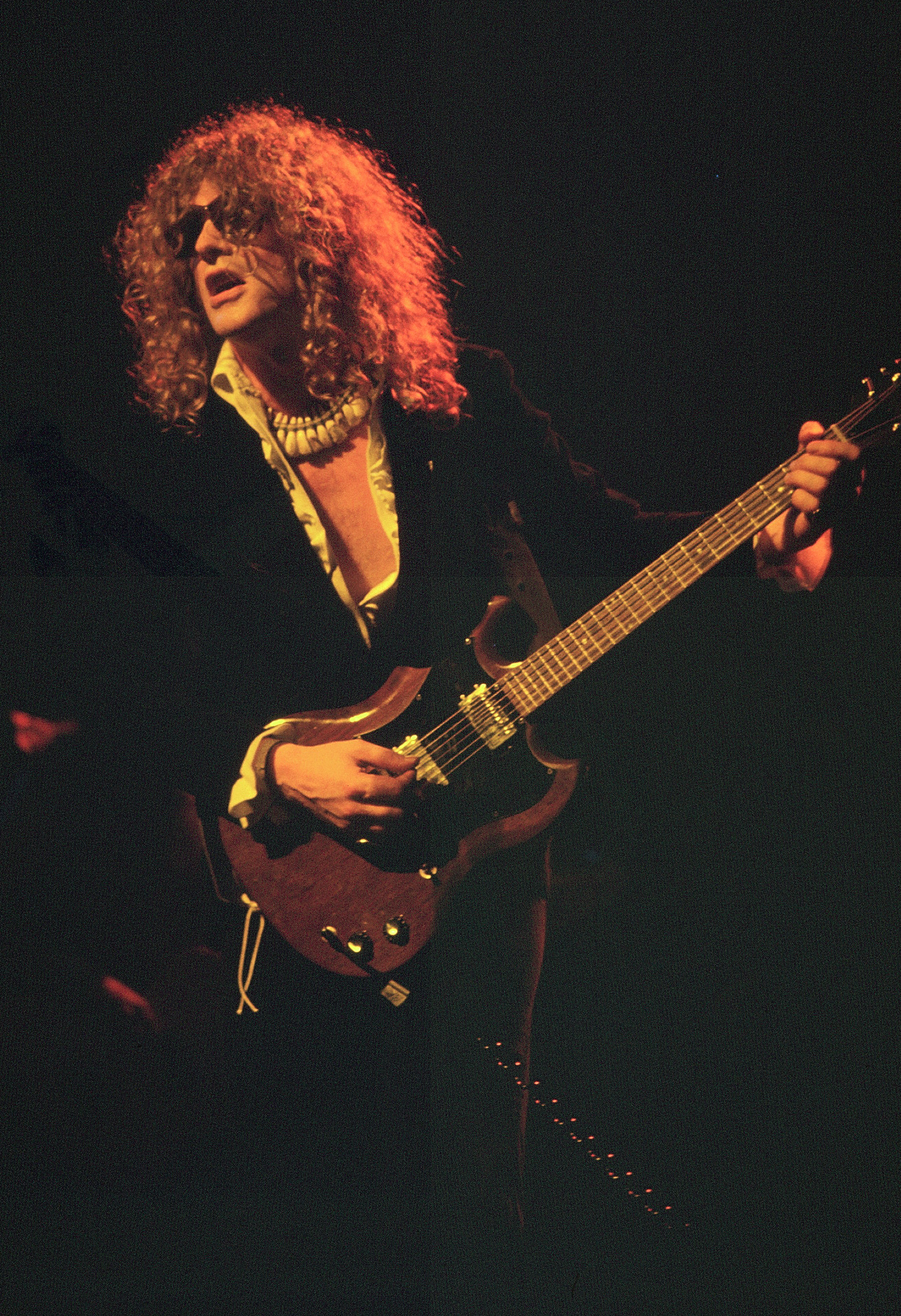
Hunter em 1973, durante apresentação com Mott the Hoople

Ian Hunter Patterson (3 de junho de 1939) é um cantor, compositor e músico inglês. É mais conhecido por ter sido o vocalista principal da banda de rock Mott the Hoople, desde sua criação em 1969 até sua dissolução em 1974, e na época de suas reuniões em 2009, 2013 e 2019. Após deixar a banda, iniciou uma carreira solo, apesar de problemas de saúde e desilusão com o sucesso comercial, e muitas vezes trabalhou em colaboração com Mick Ronson, acompanhante e arranjador de David Bowie na época do álbum The Rise and Fall of Ziggy Stardust and the Spiders from Mars.